# Zorro: La Espada y la Rosa
Zorro: La Espada y la Rosa (te vertalen als Het zwaard en de roos) is een Spaanstalige televisieserie gebaseerd op het personage Zorro. De serie draait om Zorro die vast zich tussen zijn strijd voor rechtvaardigheid en zijn liefde voor een mooie vrouw. De serie werd in de Verenigde Staten uitgezonden van 12 februari 2007 tot 23 juli 2007.

## Verhaal
De serie hanteert de nieuwe kijk op Zorro die in een roman van Isabel Allende uit 2005 werd ingevoerd. Daarnaast gebruikt de serie ook de personages uit de Zorro-serie uit 1957.
De serie toont een fantasieachtige versie van het koloniale Los Angeles, vol met romantiek, royale intriges en hekserij. De stad wordt bewoond door zigeuners, slaven, geestelijken, kannibalen, samenzweerders, rebelse indianen en Amazone krijgers, evenals de traditionele Spaanse bezetters, soldaten en piraten.
De held, Don Diego is in deze serie geen Spanjaard maar een mesties, geboren in de jaren 90 van de 18e eeuw als zoon van een blanke vader en een indiaanse vrouw. Diego leerde zijn vaardigheden in Barcelona toen hij in de leer was bij een grote zwaardvechter. Geplaagd door de herinneringen aan het onrecht dat hij in zijn jeugd zag, keert hij terug naar zijn familieranch in Californië. Daar vestigt hij zich als een edelman, die ’s nachts in het geheim op pad gaat als de held Zorro. Hij wordt gesteund door de “brotherhood of Zorro”, een geheime organisatie ook wel bekend als de Knights of the Broken Thorn.
Veel van de serie focust zich op melodrama en familie-intriges. Zorro wordt verliefd op een mooie jonge vrouw genaamd Esmeralda Sánchez de Moncada. Zij arriveert in Californië samen met haar zus, Mariángel Sánchez de Moncada en haar vader, Fernando Sánchez de Moncada. Feranando is de nieuwe corrupte gouverneur van Los Angeles. Hij wordt Zorro’s grootste tegenstander.

## Productie
De opnames begonnen op 8 november 2006 in Bogota, Villa de Leyva en Cartagena, Colombia. Telemundo en RTI Colombia ontwikkelden de show samen met Sony Pictures Television International (SPTI). CPT Holdings staat genoemd als de licentiehouder van de serie. Het verhaal werd voornamelijk geschreven door Humberto "Kiko" Olivieri, een fan van de oude Disney Zorro-serie.
Telemundo zond de serie uit met Engelse ondertiteling.
Het verhaal onderging enkele veranderingen tijdens de productie. In de originele versie was Don Diego bij aanvang van de serie een leerling van een grote Engelse ridder genaamd Sir Edmund Kendel.

## Cast
- Christian Meier .... Diego de la Vega Zorro
- Marlene Favela .... Esmeralda Sánchez de Moncada
- Arturo Peniche .... Fernando Sánchez de Moncada
- Osvaldo Ríos .... Don Alejandro de la Vega
- Jorge Cao .... Padre Tomás Villarte -
- Erick Elias .... Renzo
- Natasha Klauss .... Sor Ana Camila Suplicios
- Harry Geithner .... Comandante Ricardo Montero de Avila
- Héctor Suárez Gomís .... Capitán Anibal Pizarro
- Andrea López .... Mariángel Sánchez de Moncada
- Lully Bosa .... Almudena Sánchez de Moncada
- Andrea Montenegro .... María Pía de la Vega
- Ricardo González .... Bernardo
- Adriana Campos .... Yumalay/Guadalupe and Toypurnia/Regina
- Raúl Gutierrez .... Olmos Berroterran de la Guardia
- Carmen Marina Torres .... Dolores
- Ana Bolena Meza .... Sara Kali/Mercedes Mayorga de Aragon
- César Mora .... Sargento Demetrio López García
- Margarita Giraldo .... Azucena
- Germán Rojas .... Jonás
- Natalia Bedoya .... Laisha
- Orlando Valenzuela .... Miguel
- Luigi Ayacardi .... Tobias del Valle y Campos
- Marilyn Patiño .... Catalina
- Ivelyn Giró .... María Luísa Burgos de Castilla
- Teresa Gutiérrez .... La Marquesa Carmen Santillana de la Roquette
- Didier Van Der Hove .... Santiago Michelena